# Municipio de Villa Hidalgo (Jalisco)
El municipio de Villa Hidalgo es uno de los ciento veinticinco municipios en que se encuentra dividido el estado mexicano de Jalisco. Se ubica en el noreste del estado, dentro de la región Altos Norte. Fue parte de la provincia de Nueva Galicia, actual Nayarit y Jalisco, en el reino de Nueva Galicia entre su fundación y 1786, y de la intendencia de Guadalajara de 1786 a 1821.

## Toponimia
Villa Hidalgo recibe el nombre en honor del "Padre de la Patria", Miguel Hidalgo y Costilla.

## Geografía
Villa Hidalgo está situado al noreste del estado, entre las coordenadas 21°38’09" de latitud norte y 102°34’09" de longitud oeste, con una altura de 1,812 metros sobre el nivel del mar. El municipio colinda al norte y al este con el estado de Aguascalientes; al sur con el estado de Zacatecas y al oeste con el municipio de Teocaltiche del mismo estado.

### Municipios adyacentes
- Municipio de Calvillo, Aguascalientes (norte)
- Municipio de Aguascalientes, Aguascalientes (norte)
- Municipio de Teocaltiche (sur)
- Municipio de Huanusco, Zacatecas (oeste)

### Carreteras principales
- Carretera Federal 71

## Historia y población
Los primeros pueblos que habitaron la región fueron las naciones chichimecas, nombre que daban los mexicas a un conjunto de pueblos originarios que habitaban el Centro-occidente y norte del país.
Las bajas que tuvieron los conquistadores españoles en la región de los Altos de Jalisco debido a los ataques chichimecas, los condujeron a contestar con una táctica bélica de etnocidio. Llevaron al Bajío Occidente a milicianos rurales castellanos, algunos de ellos de ascendencia francesa, conducidos en la alta Edad Media para repoblar el centro de España. No obstante igualmente los hubo portugueses, italianos y oriundos de Flandes, que con anterioridad habían luchado contra turcos y moros. 
Estos soldados campesinos se establecieron con patrones de propiedad privada y con una ideología católica, mezclándose con algunos chichimecas que habían quedado.
Esta región pertenecía al cacicazgo de Teocaltech. Hacía el siglo VI de nuestra era hubo una irrupción de toltecas. Por el siglo XII llegaron tribus chichimecas. Poco después vino la más grande peregrinación, la de los nahoas. Posteriormente dominaron los tecuexes, zacatecos y huachichiles. La zona donde se encuentra Villa Hidalgo formó parte de la Gran Caxcana, cuyos belicosos moradores pusieron en serio predicamento a la Nueva Galicia.
La conquista de este lugar la realizó primero Pedro Almíndez Chirinos, principios del año 1530, después llegó el Capitán Cristóbal de Oñate, ambos enviados por Nuño de Guzmán la Colonia, en 1738, cuando alrededor de un mesón o posada comenzaron a levantarse algunas casas. Se establecieron unas familias que abandonaron el lugar para volver ocho años después. El pueblo data de registros antiguos que dan a conocer la fundación de esta comunidad, la cual fue en la famosa "Hacienda La Labor" a la que pertenecía a la familia de 3 hermanos españoles con apellido Soto. Fue posta o paraje de las carretas que iban y venían de Aguascalientes, de ahí su nombre primitivo de "Paso de Carretas", esto que provocó que por el gran número de comercio en esta zona, aumentara el número de pobladores provenientes del centro del país, la mayoría españoles, por el curso de los años trocó por el de "Paso de la Santísima Trinidad de los Sotos'. Esta denominación, durante el gobierno de Benito Juárez se simplificó por la de "Paso de Soto" al prohibirse en pueblos y ciudades el nombre de Santos. Pasando el tiempo se le da como nombre definitivo de Villa Hidalgo, ya que se cree que Miguel Hidalgo, después del desastre en Puente de Calderón, pernoctó en el poblado para prepararse en lo que sería su próxima batalla en el actual pueblo de Calvillo, Aguascalientes. Paso de la Santísima Trinidad de los Sotos fue un floreciente centro comercial de mucha actividad en la región. Acudían personas de Teocaltiche, Encarnación, Calvillo y de las 45 rancherías circunvecinas. Fueron famosos los zapatos "de dos riendas" que se vendían en la población. Asimismo dieron vida al lugar unos yacimientos de estaño. Los conflictos armados que ensangrentaron al país propiciaron la decadencia.
Se desconoce la fecha exacta de su erección como municipio, pero el decreto del 3 de noviembre de 1869 lo consigna como tal. Desde 1869 perteneció al 11.º cantón de Teocaltiche. Se le dio el nombre de Villa Hidalgo por decreto número 2153 del 30 de mayo de 1922.

## Geografía

### Orografía
En general, su superficie está conformada por zonas planas (64 %) y zonas semiplanas (20 %), con alturas que van de los 1,750 a los 2,300 metros sobre el nivel del mar. Las zonas irregulares (16 %) varían de los 2,300 a los 2,600 m s. n. m.
La composición de los suelos es de tipos predominantes Regosol y Feozem Háplico, secundados por Planosol Eutrico y Mólico. El municipio tiene una superficie territorial de 51,093 hectáreas, de las cuales 25,400 son utilizadas con fines agrícolas, 20,224 en la actividad pecuaria, 2,000 son de uso forestal, 230 son suelo urbano y 1,806 hectáreas tiene otro uso, no especificándose el uso de 1,433. En lo que a la propiedad se refiere, una extensión de 46,490 hectáreas es privada y otra de 3,170 es ejidal; no existiendo propiedad comunal. De 1,443 hectáreas no se especifica el tipo de propiedad.

### Hidrografía
Sus recursos hidrológicos son proporcionados por el río del cerro del Laurel; por los arroyos: Seco (de caudal permanente), Jiquinaque, Obraje, Tío Marino, Rubicano, El Rincón, La Huerta y otros de temporal; por las presas: Villa Hidalgo, Guadalupe, González Gallo, Los Alamitos y Charco Largo; además hay dos cañadas de gran importancia: La Plateada y la de Vargas.

### Clima
El clima es semiseco, con otoño, invierno y primavera secos y semicálidos, e invierno benigno. La temperatura media anual es de 19 °C, con máxima de 27.6 °C y mínima de 10.4 °C. Cuenta con una precipitación media de 601.9 milímetros. El promedio anual de días con heladas es de 50. Los vientos dominantes son en dirección del sureste.

### Flora y fauna
Su vegetación se compone básicamente de pastizales, además de zonas boscosas al norte y al poniente, con especies de pino y mezquite, biznaga, nopal. En cuanto a la fauna, el conejo, la liebre y el armadillo y el Dingo habitan esta región.

## Demografía

### Localidades
En el censo de 2020 el municipio de Villa Hidalgo contaba con 48 localidades.
| Código INEGI      | Localidad         | Población (2020) |
| ----------------- | ----------------- | ---------------- |
| 141160001         | Villa Hidalgo     | 15 594           |
| 141160048         | Tepusco           | 1 253            |
| Otras localidades | Otras localidades | 3 241            |
| Total municipal   | Total municipal   | 20 088           |

## Presidentes municipales
| Nombre                        | Periodo   |
| ----------------------------- | --------- |
| J. Jesús Silva                | 1901      |
| Susano Ulloa Jiménez          | 1902      |
| J. Refugio López Castro       | 1902      |
| Manuel López V.               | 1903      |
| Mariano Ruiz                  | 1904      |
| Benigno Cervantes             | 1905      |
| Encarnación Ávila             | 1906      |
| J. Félix López                | 1906-1907 |
| Susano Ulloa                  | 1907      |
| Román González                | 1908      |
| Pascual V. Esparza            | 1909      |
| J. Ventura Aguayo             | 1909-1910 |
| Agapito López L.              | 1910      |
| Remigio Acero                 | 1911      |
| Manuel López L.               | 1912      |
| Modesto Barajas               | 1912      |
| J. Ventura Aguayo             | 1913      |
| Indalecio Esparza             | 1913      |
| Ramón González                | 1913      |
| Atanasio López Castro         | 1914      |
| Celestino Villalobos          | 1914      |
| Ildefonso Barajas             | 1915-1916 |
| Manuel Avelar                 | 1916      |
| Francisco Chávez              | 1916      |
| Manuel Díaz G.                | 1916-1917 |
| Indalecio Esparza             | 1916      |
| Gerónimo L. López             | 1917      |
| Martín Mendoza                | 1917      |
| Feliciano Esqueda             | 1917      |
| J. Guadalupe Esparza S.       | 1917-1918 |
| Manuel Díaz G.                | 1918      |
| J. Refugio López V.           | 1918      |
| J. Teobaldo Pérez             | 1919      |
| Luis Aguayo                   | 1919-1920 |
| Martín Mendoza                | 1920      |
| J. Refugio López V.           | 1921      |
| Romualdo Salas                | 1921      |
| Benjamín Díaz                 | 1922      |
| Martín Mendoza                | 1922      |
| J. Jesús López López          | 1922      |
| José C. Avelar                | 1923-1924 |
| Atanasio López C.             | 1924      |
| Martín Mendoza                | 1924      |
| Epifanio López Díaz           | 1925      |
| Anastacio García López        | 1925      |
| Benjamín Díaz                 | 1926      |
| J. Jesús López López          | 1926      |
| Romualdo Salas R.             | 1928      |
| Francisco Soto Díaz           | 1929-1931 |
| J. Refugio López Castro       | 1929      |
| Epifanio López Díaz           | 1929      |
| J. Jesús López López          | 1930      |
| GerónimoLópez López           | 1931      |
| J. Félix Ramos                | 1931      |
| Laureano González             | 1931      |
| José C. Avelar                | 1932      |
| J. Jesús López López          | 1932      |
| Domingo Ruvalcaba             | 1933      |
| J. León Acero O.              | 1934      |
| Francisco Soto Díaz           | 1935      |
| Darío López Gómez             | 1936      |
| Susano Ulloa J.               | 1937      |
| J. Jesús López Acero          | 1938      |
| Luis Ávila Soto               | 1938      |
| Anastacio Díaz S.             | 1939      |
| Ignacio R. Villanueva         | 1939      |
| Pascual Acero E.              | 1940      |
| Aurelio Villanueva            | 1941      |
| Rodolfo Ulloa L.              | 1942      |
| Ignacio R. Villanueva         | 1943-1944 |
| J. Marcos Soto Díaz           | 1945      |
| Modesto López Chávez          | 1945      |
| Sotero López Chávez           | 1946      |
| J. Refugio López Castro       | 1947      |
| Gerónimo López López          | 1947      |
| J. Refugio López López        | 1948      |
| Moisés LópezA.                | 1948      |
| Porfirio Esparza A.           | 1949      |
| Leobardo Acero E.             | 1949-1951 |
| Modesto Luna E.               | 1952      |
| Gerónimo López López          | 1953      |
| Rafael Aguilera V.            | 1954-1955 |
| Felipe García A.              | 1956      |
| Gilberto Esparza E.           | 1957-1958 |
| Luis López S.                 | 1959-1961 |
| Alfonso González L.           | 1962-1964 |
| Ignacio R. Villanueva         | 1965-1967 |
| Benjamín López Avelar         | 1968-1970 |
| Gilberto Esparza E.           | 1971-1973 |
| Federico Soto López           | 1974-1976 |
| Heriberto Marín Alatorre      | 1977-1978 |
| Héctor López Avelar           | 1977-1978 |
| Raúl Martínez G.              | 1979      |
| J. Jesús Acero Morales        | 1980-1982 |
| Federico Soto Gamón           | 1983-1985 |
| Rubén Chávez Flores           | 1986-1988 |
| Gerardo Soto Gamón            | 1989-1992 |
| José del Refugio Martín Pérez | 1992-1995 |
| Víctor Manuel Cruz Esparza    | 1995-1997 |
| Armando González Mata         | 1998-2000 |
| Gerónimo Hernández Figueroa   | 2001-2003 |
| Pablo Rodríguez Avelar        | 2004-2006 |
| Desiderio Tinajero Robles     | 2007-2009 |
| José Soto González            | 2010-2012 |
| Pablo Rodríguez Avelar        | 2012-2015 |
| Efraín López Soto             | 2015-2018 |
| María Olivia Reyna Fernández  | 2018-2021 |
| Jaime Cruz Villalpando        | 2021-2027 |

## Economía
Ganadería. Se cría ganado bovino, caprino y porcino.
Agricultura. Destacan el maíz, chile, tomate y frijol.
Comercio. Predominan los establecimientos dedicados a la venta de productos textiles. Cuenta con más de 5 centros comerciales que agrupan más de 2,000 tiendas dedicadas al ramo textil y los comercios mixtos que venden artículos diversos.
Industria. La principal actividad es la industria textil mayormente en tejido de punto. Cuenta con más de 400 empresas
Servicios. Se prestan servicios financieros, profesionales, técnicos, comunales, sociales, personales, de mantenimiento y turísticos.
Pesca. Se captura carpa, lobina, tilapia y bagre.
Minería. Existen yacimientos de cantera, piedra caliza, oro y estaño, que no están siendo explotados.

## Turismo
Arquitectura
- Plaza de Armas
- Portal Vicente Guerrero (Parían)
- Parroquia de La Santísima Trinidad (Santuario de La Virgen de Guadalupe)
- Puente de La Virgen
- Bulevar Industria
- Casa Pastoral (Curato)

Centros Recreativos
- Casa de la Cultura
- DIF Municipal

Artesanías
- Elaboración de: alfarería, bordado a mano y tejidos.

Iglesias
- Santuario de la Virgen de Guadalupe.
- Templo del Señor de la Misericordia
- Templo del Sagrado Corazón
- Capilla de la Virgen del Refugio
- Templo del Espíritu Santo
- Domo Parroquial Manuel Sánchez

Parques
- Polideportivo Vicente Guerrero
- Parque Deportivo Las Fresas
- Parque Deportivo Ignacio Allende
- Parque-Skate Las Américas

Reservas
- Sierra de Laurel.
- Sierra los Rayos.
- Presa Juiquinaque
- Presa Charco Largo.
- Presa de Guadalupe (Villa Hidalgo)
- Presa González Gallo.

Eco Turismo
- Exhacienda La Labor
- Cerro del Laurel.
- Las Minas.
- El Carrizo.
- Presa Juiquinaque

## Fiestas
La fiesta de esta localidad se hace en honor a la Virgen de Guadalupe  y tiene lugar en la última semana del mes de enero. Iniciando el penúltimo sábado de dicho mes con la coronación de las reinas de la fiesta -elegidas mediante el certamen "Señorita Villa Hidalgo"- y con algún artista pop nacional o un comediante. La fiesta se celebra durante 12 días (anteriormente nueve). Los primeros once días se comienzan con las acostumbradas mañanitas a la Virgen de Guadalupe en el templo de La Santísima Trinidad; al mediodía y por la tarde antes del crepúsculo, se realizan peregrinaciones acompañadas de carros alegóricos, bandas de música popular locales y danzantes. Las peregrinaciones del mediodía son llevadas a cabo por los pobladores de las rancherías cercanas al municipio. En la segunda, los grupos de peregrinos se componen por pobladores de la cabecera municipal, divididos en grupos de edad, estado civil, colonia, o grupos que participan en la iglesia como coros, grupos juveniles, grupos de liturgia, etc. Por las noches, algunas de las bandas que participan en las peregrinaciones se quedan a tocar en la calle Morelos (calle principal y en la que se realiza la fiesta) y son contratados por los asistentes que se divierten bailando y escuchándolas. En la plaza principal se presentan espectáculos organizados por el gobierno municipal, tales como representaciones de danza folclórica, interpretaciones de mariachis, bandas y grupos. Estos se acompañan por los juegos mecánicos, merenderos, bares, venta de dulces, comida típica y los tradicionales puestos de feria. El día principal de la fiesta -último domingo de enero-, al mediodía, se realiza la Romería, que es la peregrinación principal. Esta consta los carros alegóricos presentados en las peregrinaciones pasadas y otros más, hechos por familias o comunidades del pueblo. Por la noche se hace la quema de pólvora; el baile de feria al que se invita a artistas reconocidos de la música popular mexicana. Al lunes siguiente, aunque los festejos religiosos se han terminado, se realiza la "caravana" como último evento de feria, en el que participan cantantes, grupos musicales o comediantes conocidos.